# Mikušovce (powiat Łuczeniec)
Mikušovce (węg. Miksi) – wieś (obec) na Słowacji położona w kraju bańskobystrzyckim, w powiecie Łuczeniec. Pierwsze wzmianki o miejscowości pochodzą z roku 1370. 
Według danych z dnia 31 grudnia 2012, wieś zamieszkiwało 275 osób, w tym 139 kobiet i 136 mężczyzn.
W 2001 roku rozkład populacji względem narodowości i przynależności etnicznej wyglądał następująco:
- Słowacy – 70,74%
- Czesi – 0,74%
- Węgrzy – 26,67%

Ze względu na wyznawaną religię struktura mieszkańców kształtowała się w 2001 roku następująco:
- Katolicy rzymscy – 70,37%
- Ewangelicy – 11,48%
- Ateiści – 6,67%
- Nie podano – 1,85%